# Bert Hobson
Bert Hobson (c. 1890 – 1963) là một cầu thủ bóng đá người Anh thi đấu cho Sunderland ở vị trí hậu vệ. Ông có màn ra mắt cho Sunderland vào ngày 24 tháng 3 năm 1913 trong chiến thắng 3–1 trước Sheffield United tại Bramall Lane. Ông ở lại Roker Park cùng với Sunderland từ năm 1913 đến năm 1922 và có 160 lần ra sân ở giải vô địch, với 1 bàn thắng, mặc dù sự nghiệp của ông chững lại do Thế chiến thứ I.